# Marin Leovac
Marin Leovac (* 7. August 1988 in Jajce, SFR Jugoslawien) ist ein kroatisch-österreichischer Fußballspieler, der derzeit beim kroatischen Erstligisten NK Osijek spielt.

## Karriere

### Verein
Leovac begann seine Karriere in Österreich im Jahr 1997 bei der Sportunion Aschbach und unterschrieb 2001 einen Vertrag bei USV Oed/Zeillern. Nach nur einem Jahr verließ er den Verein wieder und unterschrieb im August 2002 einen Vertrag bei FK Austria Wien. Anfangs kam Leovac bei den Amateuren zum Einsatz. In der Saison 2009/10 wurde er in den Kader der ersten Mannschaft geholt. Sein Debüt in der Bundesliga gab er am 8. November 2009 gegen den SK Sturm Graz. Der Abwehrspieler spielte durch und bekam in der 70. Minute eine gelbe Karte. Das Spiel endete 1:0. Zuvor gab er sein Debüt auf europäischer Klubebene, als er im Gruppenspiel der UEFA Europa League gegen Werder Bremen am 5. November 2009 durchspielen durfte. Das Spiel in Bremen wurde 0:2 verloren. Am Ende der Saison 2012/13 wurde Leovac mit der Austria österreichischer Meister. Seit Jänner 2014 spielt er für den kroatischen Verein HNK Rijeka. Nach einem Jahr wechselte er nach Griechenland zu PAOK Thessaloniki. 2018 wurde er zunächst an HNK Rijeka ausgeliehen, bevor er zu Dinamo Zagreb ging. 2022 schloss er sich dem NK Osijek an.

### Nationalmannschaft
Am 12. November 2014 debütierte Leovac im Londoner Upton Park beim Freundschaftsspiel gegen Argentinien für die kroatische A-Nationalmannschaft.